# 21 février 2011
Le lundi 21 février 2011 est le 52e jour de l'année 2011.

## Décès
- Bernard Nathanson (né le 31 juillet 1926), médecin américain
- Dwayne McDuffie (né le 20 février 1962), scénariste américain de comics et de dessins animés
- Fadoua Laroui (née date inconnue), femme marocaine
- Gilbert Mottard (né le 10 octobre 1926), homme politique belge
- Jean Verdure (né le 6 avril 1924), écrivain français
- Jerzy Nowosielski (né le 7 janvier 1923), peintre polonais
- Wolfgang Baumgart (né le 23 octobre 1949), joueur de hockey sur glace allemand

## Événements
- Sortie des chansons posthumes Behind the Mask et Hollywood Tonight de Michael Jackson
- Création de la mission Etalab
- Sortie du téléfilm Les Deux Visages d'Amanda
- Création du Parti de la liberté et de la justice en Égypte
- Sortie du single The Roller
- Début de la révolte de 2011 au Burkina Faso